# 정안초등학교
정안초등학교는 대한민국 충청남도 공주시 정안면 내촌리에 있는 공립 초등학교이다.

## 학교 연혁
| 1922년 | 5월 23일  | 정안공립보통학교 개교(설립인가 3월 31일)       |
| 1938년 | 4월 1일   | 정안공립심상소학교로 개칭                      |
| 1941년 | 4월 1일   | 정안공립국민학교로 개칭                        |
| 1993년 | 3월 1일   | 인풍분교장 편입                                |
| 1996년 | 3월 1일   | 정안초등학교로 개칭                            |
| 1997년 | 10월 30일 | 정혜관(다목적 교실) 신축                       |
| 1999년 | 3월 1일   | 인풍분교장 통폐합(학교버스 운행)               |
| 2000년 | 3월 12일  | 유치원실, 급식실 신축                          |
| 2001년 | 9월 22일  | 예절실, 도서실, 컴퓨터실(어학실 겸용)증축      |
| 2002년 | 5월 25일  | 방송실 완공                                    |
| 2003년 | 7월 20일  | 멀티학습실 완공                                |
| 2008년 | 2월 20일  | 제83회 졸업식(6,556명 졸업)                    |
| 2008년 | 3월 1일   | 월산초등학교 통폐합                            |
| 2014년 | 2월 14일  | 제89회 졸업식(6,670명 졸업)                    |
| 2014년 | 3월 1일   | 초등학교 6학급, 병설유치원 1학급 인가          |
| 2015년 | 2월 13일  | 제90회 졸업식 졸업생 17명(총 졸업생수 6,687명) |
| 2016년 | 2월 19일  | 제91회 졸업식 졸업생 7명(총 졸업생수 6,694명)  |
| 2016년 | 3월 1일   | 초등학교 6학급, 유치원 1학급 인가              |
| 2017년 | 2월 9일   | 제92회 졸업생 11명(총 졸업생수 6,705명)        |
| 2017년 | 3월 1일   | 초등학교 6학급, 유치원 1학급 인가              |

## 참고 자료
- 정안초등학교 - 한국교육학술정보원 학교알리미